# Hugh Lawson
Richard Hugh Jerome Lawson (* 12. März 1935 in Detroit; † 11. März 1997 in White Plains (New York)) war ein US-amerikanischer Jazzpianist des Modern Jazz.

## Leben und Wirken
Lawson studierte Tenorsaxophon und Klavier auf der Cass Tech. High and Wayne State University. Beeinflusst hauptsächlich von Bud Powell, aber teilweise auch von Bill Evans, fand Lawson erste Aufmerksamkeit durch seine Arbeit bei Yusef Lateef in den späten 1950er Jahren. Er nahm außerdem Platten mit Harry Sweets Edison (1962), Roy Brooks und nochmals mit Lateef in den 1960er Jahren auf, arbeitete aber auch mit Sonny Rollins, Roy Eldridge, George Coleman, Charles McPherson, Stanley Turrentine, Eddie Lockjaw Davis und Joe Henderson. 1972 war er Mitbegründer der Formation Piano Choir (einer Gruppe mit sieben Pianisten). 1975 und 1979 ging er mit Charles Mingus auf Tournee und war an Schallplatten von Charlie Rouse (1977) und George Adams beteiligt. Er hatte ein eigenes Trio, nahm eine Reihe von Alben als Leader für die Jazzlabel Storyville und Soul Note auf und war außerdem Mitglied des Vorläufers der Mingus Dynasty.
In den 1980er Jahren machte Lawson noch Plattenaufnahmen mit George Adams, Steve Grossman, 1990 noch einmal mit Harry „Sweets“ Edison.
Lawson spielte bei den frühen Yusef Lateef-Aufnahmen nicht nur Klavier, sondern auch türkische Finger-Cymbals.

## Auswahldiskografie

### Als Leader
- Prime Time (Storyville, 1977) mit Bob Cranshaw, Ben Riley
- Colours (Soul Note, 1983) mit Calvin Hill, Louis Hayes

### Als Sideman
- George Adams: Gentleman's Agreement (Soul Note, 1983)
- Harry Sweets Edison: Jawbreakers (OJC, 19662), Swing Summit (Candid, 1990)
- Jimmy Forrest: Sit Down And Relax with Jimmy Forrest (OJC, 1961), Most Much! (OJC, 1961)
- Yusef lateef: Jazz Moods, Prayer To The East (Savoy, 1957), Other Sounds (OJC, 1957), The Blue Yusef Lateef (Atlantic, 1968)
- Charlie Rouse: Moment's Notice (Storyville, 1977)
- Joe Williams: A Swingin' Night In Bidland (Roulette, 1962)
- Steve Grossman: Hold The Line (DIW, 1984)